# 淨化海港計劃
《淨化海港計劃》（英文：Harbour Area Treatment Scheme，縮寫：HATS），前稱策略性污水排放計劃（英文：Strategic Sewage Disposal Scheme），是香港政府為改善維多利亞港水質而推行的大型污水處理基礎設施項目。該計劃緣起於1980年代後期香港海域水質持續惡化，經多年研究後於1994年正式啟動，透過深層隧道系統收集香港島北部及九龍半島沿岸都會區的污水，輸往昂船洲污水處理廠進行集中處理。計劃分兩階段實施：第一期工程耗資82億港元，1994年展開並於2001年12月投入運作；第二期甲階段則於2009年動工，新增化學強化一級處理設施及消毒程序，最終於2015年12月全面啟用。據環境保護署監測數據，實施後維港水中大腸桿菌含量顯著下降，部分海域溶解氧水平回升逾30%，達到改善海洋生態的預期目標。

## 初步構思
1978年後，維多利亞港因為水質欠佳而停辦渡海泳。
1989年，香港政府計劃將全香港的污水收集、集中處理及淨化，並且將經過處理的污水排出公海，希望長期維持減少污水對香港水域的污染，以改善維多利亞港的水質，使到其達到再次辦渡海泳的標準。 此計劃當時名為策略性排污計劃。

## 第一期工程
《淨化海港計劃》首期工程覆蓋維多利亞港75%的沿岸，每日能夠處理140萬立方米污水，令到350萬名香港市民受惠。首期工程於1994年動工，耗資82億港元，原定於1997年4月竣工，惟因為承建商西門子公司於1996年罷工，使到工程中斷。至1996年12月，香港政府取回合約後，工程暫停。香港回歸後，香港政府將其重新分配成3份，分別於1997年7月及1998年1月重新展開隧道工程。工程幾經波折後，於2001年12月落成。
由於海底存有很多基礎建設，例如海底電纜及原有的排污渠等，因此再次進行鑽挖及爆破前，必須進行精確的磡探，以避免造成災難性的破壞。另外，隧道挖掘工程期間遇到了軟石帶，需要額外的技術以鞏固該段隧道。

### 工程項目
第一期工程包括：
1. 收集污水：於平均深度為100米的海底下建造長達23.6公里的深層隧道系統，收集來自葵青區、九龍、將軍澳及香港島東北的污水，並且輸送到昂船洲污水處理廠。
2. 處理污水：在昂船洲污水處理廠進行中央化學輔助一級污水處理。
3. 排放污水：建造一條長1.7公里、直徑5米的排放管和一條長1.23公里的擴散管道。

## 第二期工程

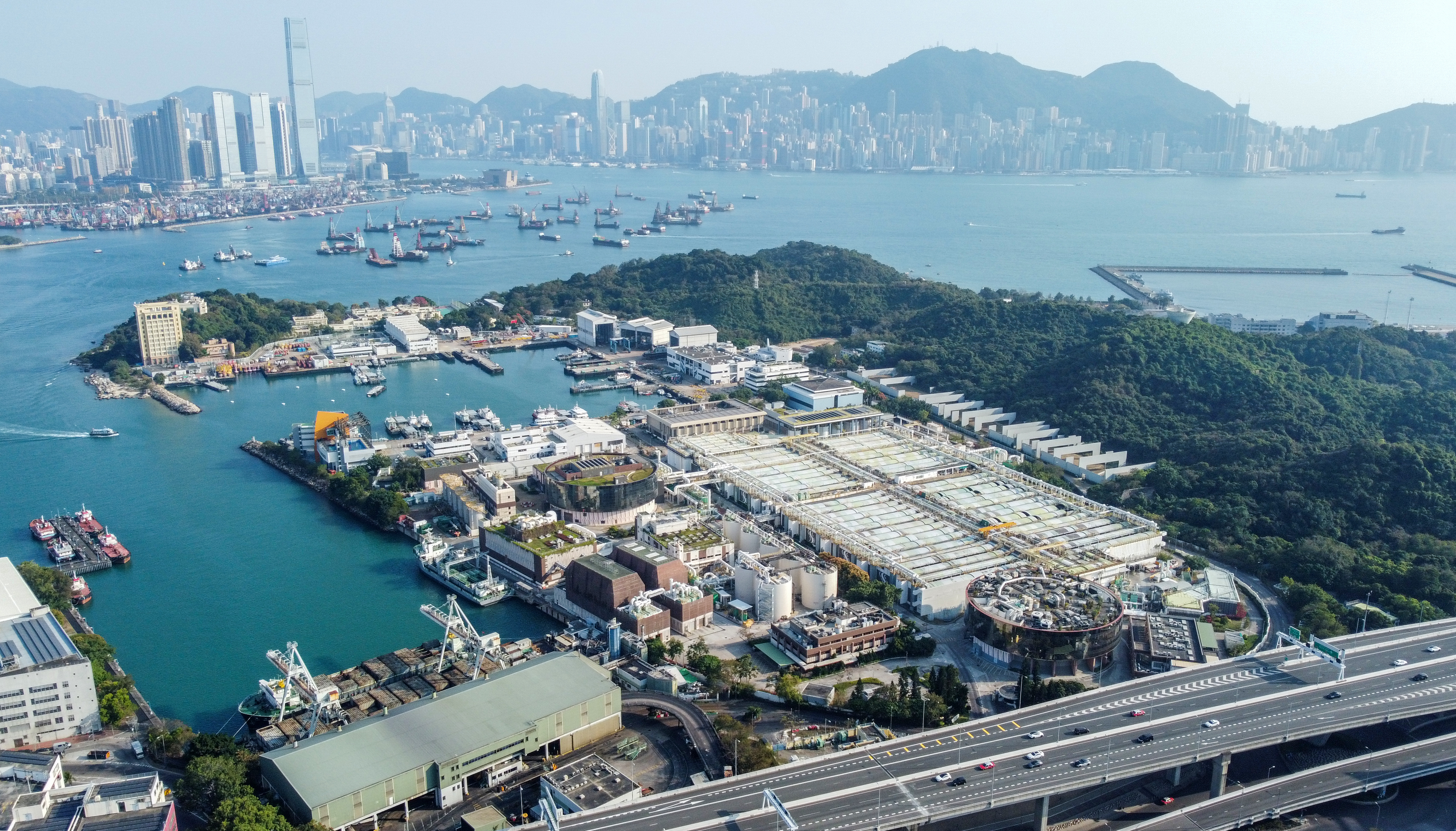
第二期甲工程完成後的昂船洲污水處理廠

第二期工程分為甲乙兩期，甲於2009年展開，預計於2014年年底竣工。屆時可以將位於香港島北、西及南共8個污水處理廠的污水運輸往昂船洲污水處理廠集中淨化，昂船洲污水處理廠的每日污水處理量將會由目前的每日170萬立方米增加至245萬立方米，工作亦會改善上述8座污水處理廠。屆時，《淨化海港計劃》將會完全覆蓋維多利亞港兩岸，污水處理量，水質淨化後，維多利亞港的海水含氧量將會比較第一期工程前增加13%、大腸桿菌含量將會銳減99%、淤泥將會減少1,000公噸。
至2012年，荃灣4座泳灘重新開放，其餘3座亦於2013年年中重新開放。

### 甲
第二期甲為香港島其餘地區興建深層污水隧道系統（一條長約21公里、介乎70至163.8米的深層污水隧道，其中北角至灣仔段長3.2公里，為最深處部份，屬於香港最深污水隧道。），為昂船洲污水處理廠興建次座主泵房、沉澱池及其他輔助設施，預計分別於2014年及2016年完成，總成本為37.6億港元。隧道工程主要由金門建築及禮頓建築負責，而廠房擴建工程等部份則主要由安樂工程、新福港、百沃特文利及中國建築等多間工程公司參與，隧道工程主要分別於北角、灣仔、西營盤和昂船洲掘挖深達163.8米的豎井至基層岩，再由豎井運送掘挖機器打橫鑽挖，打通4口豎井，以鋪設排污管道，及後興建主泵房、沉澱池及其他輔助設施。主泵房為全球最大，樓高6層，直徑達55米、深40米。此外，亦會增加興建生物滴濾塔等辟味設施，確保污水沉澱池的臭味不會影響附近民居。第二期甲耗資171億港元。
渠務署指出，由於污水隧道系統位處地底深層，故此必須預先灌漿堵塞地底石縫，以防止地下水湧入。第二期甲採用鑽爆方法挖掘豎井和深層隧道，共進行逾5,600次爆破，是香港歷史上最多次爆破的單一工程，為此渠務署培訓了13名爆破督導員和87名爆炸品運送監督人員，當中包括女性。
工程於2015年12月19日投入使用，並由行政長官梁振英、環境局局長黃錦星、渠務署署長唐嘉鴻、發展局常任秘書長（工務）韓志強主持啟用禮。

### 乙
第二期乙為為昂船洲污水處理廠增建生物二級污水處理設施。

## 財政
為了補貼《淨化海港計劃》的營運經費，香港政府於1995年4月1日引入污水處理服務費（俗稱排污費）。

## 外部連結
- 淨化海港計劃 官方網頁
- 淨化海港計劃 - 第二期甲 官方網頁